# Stadio Silvio Piola (Vercelli)
Stadio Silvio Piola je fotbalový stadion v italském městě Vercelli, v regionu Piemont. Nachází se v centru města, na jižním okraji veřejného parku na Piazza Pietro Camana, je to hlavní stadion z hlediska kapacity ve městě a také v Provincii Vercelli.
Je to domácí stadion Pro Vercelli a také v minulosti na něm hrávaly Pro Belvedere a Gozzano, které neměly vyhovující stadion. 

## Historie
Multi-sportovní hřiště, které bylo slavnostně otevřeno v roce 1932 a nahradilo již existující domácí hřiště Camp ad la fera, které se nachází nedaleko odsud, v zahradách Piazza Camana). Bylo původně pojmenováno po Leonidovi Robbianovi, který byl průkopník italského letectva. V roce 1998 se vedení města usneslo že stadion přejmenuje na památku Silvia Piolyho, historického fotbalového útočníka, který v letech 1929 až 1934 odehrál 127 zápasů a vstřelil 51 gólů za místní klub. Původně byla pro 12 000 diváků a byla zde i atletická dráha, která byla později odstraněna.
V létě roku 2011 byl proveden razantní zásah (obnova severních schodů, restrukturalizace technických místností, výměna sedadel na tribuně, zahájení rekonstrukčních prací západního oblouku a nahrazení přírodního travnatého povrchu za umělý trávník) a také v roce 2012, to když klub postoupil do 2. ligy. Při této druhé příležitosti byly podniknuty kroky k rozšíření a modernizaci tribun (zejména západní křivka byla zbourána a přestavěna větší a blíže k okraji hřiště, přičemž všechna místa v objektu byla očíslována a vybavena sedadly), zrekonstruovala se pokladna i šatny, zavedlo se nové monitorovací systémy, modernizovalo se osvětlení, zpevnilo se obvodové stěny a nainstalovali se elektronické zařízení turniketů. Kromě toho bylo pro zlepšení viditelnosti z tribuny z bezpečnostních důvodů demontováno oplocení kolem hřiště – kromě před venkovním sektorem – a nahrazeno speciálními 1,1 metru vysokými parapety, které bylo možné v případě potřeby prodloužit až na 2,2 metru. Nakonec byl povrch hřiště nahrazen umělým trávníkem nové generace, schváleným FIFA2 hvězdičky. Investice do těchto modernizačních prací činila 1,4 milionu Euro. Kapacita stadionu byla na 4 215 diváků a od FIGC udělila výjimku pro hraní ve 2. lize.
V roce 2015 byly provedeny poslední úpravy, aby mohly splňovat podmínky pro hraní ve 2. lize. Díky tomuto zásahu se kapacita navyšila na 5 500 diváků.